# Amade Antal (költő)
Várkonyi báró Amade Antal (Hédervár, 1674 – Győr, 1737. április 8.), báró, magyar költő, Amade László költő apja, a barokk nemesi irodalom képviselője. (Nem azonos gróf Amade Antal és Amadé Antal írókkal.)

## Élete
Családja az alispánok rétegével állt egy társadalmi rangon. A jezsuitáknál tanult, majd 1702. április 1-jén megházasodott, feleségül vette Simonchich-Horváth Mária Rozália bárónőt. A Rákóczi-szabadságharc idején visszavonultan élt Győrben. Házassága 1712 után zátonyra futott, ezután külön éltek. Egyetlen gyermekük született, a későbbi költő, Amade László.

## Művei
Paszlavszky Sándor 1884 nyarán fedezte fel az Alsókubinban levő Csaplovics Ferenc-féle könyvtárban egy füzet költeményét, melyet Amade 1736-ban írt s úgy látszik sajtó alá rendezett, mert Ajánlat-tal is ellátta, melyet Sajghó Benedek pannonhalmai apáthoz intézett, a kiadásban azonban megakadályozta őt bekövetkezett halála. A füzet költeményeit az RMKT (Régi Magyar Költők Tára) közli. A 19. század vége még nagyon keveset tudott róla, kutatása a 20. századi irodalomtörténetnek köszönhető.
„A Gyöngyösi-hagyomány és a jezsuita költészet formavilága, a kor vallásos érzelmessége és a tradicionális szerelmes verselés olvadt össze munkáiban.” (MIT II.)
Műveit nemesi társaságok részére írta. Töredékben fennmaradt  egy Fejér megyei farsang leírása, egy másik verse, az Egy tucet keszkenyő ez vörsök váltsága (Delilára a méltóságos asszony) egy táncmulatságról ír. Alkalmi versben üdvözölte Ebergényi László tábornok leányát házassága alkalmából Szent Eszternek méltó dicsíretirül, el nem felejtkező emlékezetirül (1723) címmel.
Költeményében megjelenik az allegória, mint Lelovics László uram órácskájának leábrázolása (1736) című versben.
További témái a kor politikai irodalmának népszerű problémái,  a nemesi moralizálás vezető témája, a „régi jó” dicséretét és az új szokások elítélését, („A Mindnyájon jól tudjuk, szerelem sérelem…”) kezdetű versében.
Írt emellett istenes verseket is – ezeket kis kéziratos füzetbe szerkesztve Sajghó Benedek pannonhalmi főapátnak ajánlotta (1736), s benne a barokk vallásosság ismert világával találkozhatunk. Ilyen költeményei: Bús léleknek félelemmel való fohászkodási, A világ csak hívság, ippen csak mulandóság. Két költeményében megjelenik a katolikus rendi nacionalizmus is: Az irgalmas, kegyes, szeplőtelen szószólónkhoz, Dücsőséges Szent Istvány … és Szent Imre életeknek csekély leábrázolása.
- Amade Antal br. várkonyi versei; sajtó alá rend., bev., jegyz. Gálos Rezső; Akadémia, Bp., 1937 (Régi magyar könyvtár)

## Stílusa
Amade vallási költészetében megjelenik a vallásos megrendülés, és az alázatos könyörgés hangja. Szerelmi költészetében is benne rejlik a katolikus érzelem: „A jezsuitáknál kapott aszkétikus nevelés, amely arra indította, hogy érzelmekbe, az egyéni lelki élet vizsgálatába merüljön el, mély nyomot hagyott szerelmi líráján.”(MIT) Ám nemcsak az udvarlást, hanem házasélete válságát is végig nyomon követhetjük költészetében.
A forma és stílus tekintetében tanult Balassitól, Zrínyitől, és Gyöngyösitől. Képeiben a jellegzetes barokk elemeket látjuk viszont.
Költői újítását az irodalomtörténet a következőkben látta: „Még nem tudott elszakadni a vallásos gondolatvilágtól, de abban, hogy a lelkiismereti töprengést világi tárgyban szólaltatta meg, a későbbi profán érzelmesség kialakulásának egyik tényezőjére ismerünk.”(MIT)
Verselésében leggyakrabban használt forma a Gyöngyösi-féle felező tizenkettes, mely a költő korának divatos verselési technikája volt. Felbukkannak azonban a bonyolultabb, könnyedebb, rokokó felé mutató strófaszerkezetek is.